# کوبیلا (استان اوپوله)
کوبیلا (به لهستانی: Kobiela) یک منطقهٔ مسکونی در لهستان است که در گمینا گرودکوو واقع شده‌است.